# Francisco de León
Pour les articles homonymes, voir De León.
Francisco de León, né le 25 juillet 1961, à Guaynabo, à Porto Rico, est un joueur portoricain de basket-ball. Il évolue durant sa carrière au poste de pivot.

## Palmarès
- Champion des Amériques 1989, 1995
- Finaliste du championnat des Amériques 1988